# Sporodochie

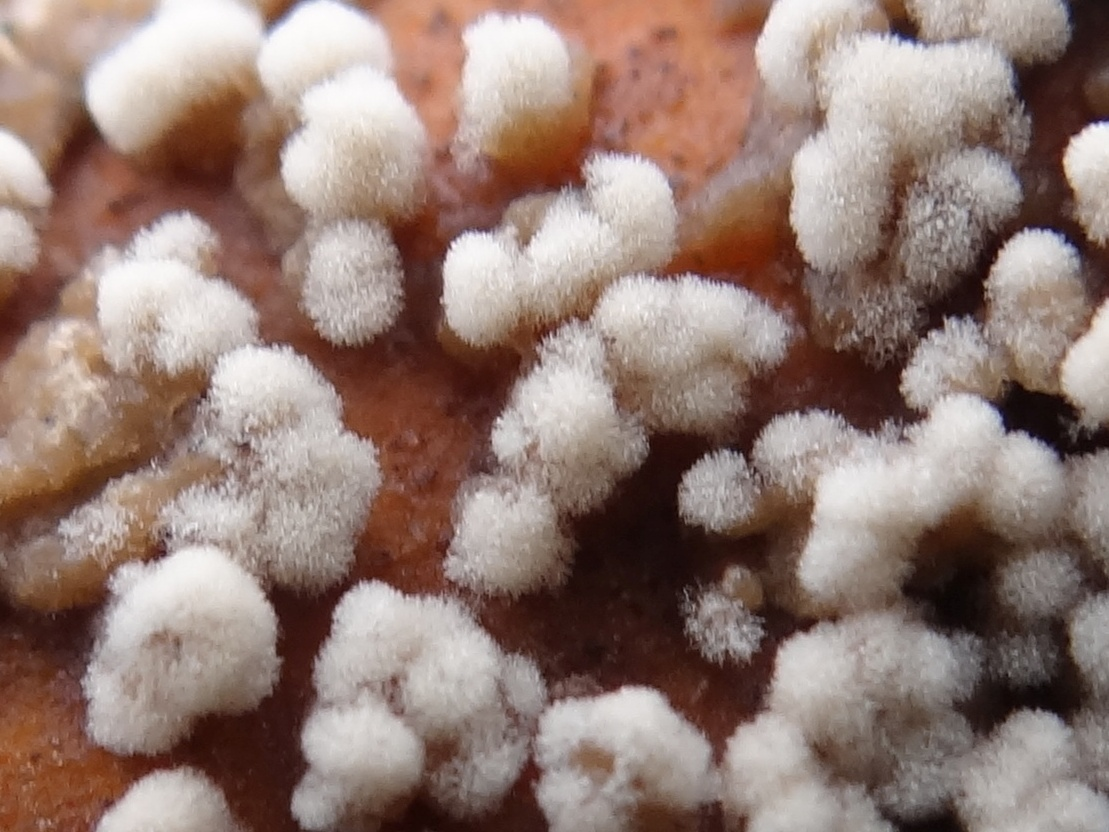
Sporodochien von Monilinia fructigena auf Birne

Die Sporodochie (von altgriechisch σπορά spora, „Samen“, und δέχομαι dechomai, „aufnehmen“) ist eine Form des Sporenlagers bei verschiedenen Pilzen (Fungi). Sie ist eine Gewebestruktur, die oberflächlich auf dem Substrat des Pilzes wächst, keine wand- oder hüllenartigen Strukturen aufweist und aus Trägerhyphen für Konidien oder auch nur aus Konidien produzierenden Zellen besteht. Meist sind diese Konidienträger und konidiogenen Zellen auf einem Polster aus Hyphen gebettet. Als konidiogene Strukturen werden sie häufig unter den Begriff des Konidioma gefasst, der ursprünglich nur Pyknidien und Acervuli bezeichnete.